# Esteban Navarro
Esteban Navarro Soriano (Moratalla, Murcia, 1965) é um escritor espanhol de romance policial. Considerado pela Random House como um dos grandes nomes do romance policial espanhol. Ele era um agente de policía do ano de 1994 a 2018.

## Biografia
Navarro ensinou literatura na Escola Canária de Criação Literária de 2011 a 2013. Ele é um contribuinte para Diario del Alto Aragón, de El Periódico de Aragón e do Diario 16. Ele fundou e organizou o concurso literário de polícia e cultura (España) nas suas primeiras três e únicas edições. Ele colabora na organização do Festival de Aragão Negro nas atividades organizadas na cidade de Huesca. Amazon ele o reconheceu como um dos autores pioneiros do livro eletrônico e considerado o criador do termo Kindle Generation. Em janeiro de 2013, seu romance La noche de los peones, estava entre os seis finalistas escolhidos que optaram por Prêmio Nadal. Nesse mesmo ano foi distinguido pela Sede Superior de Aragão por prestigiar a Polícia Nacional
Seu décimo livro publicado, "Uma história da polícia", apresentado em março de 2017 em Madri e inspirado em eventos reais; embora seja uma ficção, conta como cinco agentes da delegacia de Huesca estão corrompidos e organizados em uma máfia; foi coberto com grande controvérsia por uma queixa apresentada contra ele da delegacia de polícia do Policía Nacional de Huesca, onde o enredo é desenvolvido. A notícia teve muita cobertura da mídia, mesmo em jornais internacionais, como The Guardian na mídia Gruppo Editoriale L'Espresso o en Russia Today..
Como resultado desse arquivo disciplinar, o agente e o escritor estavam fora ergofobiaa Direção da Polícia propõe aposentadoria após 24 anos de serviço

## Trabalho
1. Un año de prácticas
2. El altruista
3. Rock Island
4. Verdugos
5. Natasha
6. El ajedrecista
7. La rubia del Tívoli
8. El cónsul infiltrado
9. El apagón
10. Penumbra
11. La marca del pentágono
12. El club de la élite[28]
13. Una historia de policías[29]
14. El reactor de Bering[30]
15. Ángeles de granito
16. La gárgola de Otín
17. Los ojos del escritor
18. El buen padre
19. La puerta vacía
20. Diez días de julio
21. Los fresones rojos
22. Los crímenes del abecedario
23. La noche de los peones
24. La casa de enfrente

Em língua portuguesa conta com dois romances traduzidos:
1. O Cônsul Infiltrado
2. Uma História Policial
3. O Blecaute

## Prêmios
- VI Concurso de Relatos de la Tertulia Albada[31]
- II Certamen de Narrativa Breve Jorge Maldonado[32]
- I Certamen de Novela La Balsa de Piedra de Saramago[33]
- II Concurso de Relatos de Terror del Festival de las Ánimas[34]
- XIII Certamen de Relato Corto de Miajadas.[35]
- XIII Premio Nacional de Relato Corto Calicanto[36][37]
- VIII Premio de relato corto Ciudad de Caspe 2013[38]
- XXII Premio de Relato Manuel Barbadillo Ateneo de Sanlúcar de Barrameda[39]
- II Concurso Literario de Relato Breve Paperblanks 2012[40][41] Dublín
- III Concurso literario policía y cultura de Huesca[42] Huesca
- V Concurso de Relatos Cortos Ciudad de Huesca[43] Huesca
- VII Concurso Literario de Relato Corto Ciudad de Caspe[44]
- IV muestra Criptshow festival de relato de terror, fantasía y ciencia ficción[45] Badalona
- XXVII Concurso de Cuentos Villa de Mazarrón-Antonio Segado del Olmo[46] Mazarrón
- XIV Certamen de Relato Corto de[47] Altorricón
- XV Certamen de Cuentos Navideños de[48] Ampuero
- Casting Literario de Novela Fantástica de OnLine Studio Productions[49] Madrid
- Primer Certamen de novela Escribiendo[50] Barcelona
- I Premio de novela corta[51] Revista literaria Katharsis